# Garreta zumpti
Garreta zumpti är en skalbaggsart som beskrevs av Frey 1967. Garreta zumpti ingår i släktet Garreta och familjen bladhorningar. Inga underarter finns listade i Catalogue of Life.